# Aldo Signoretti
Aldo Signoretti (1953) es un maquillador de cine italiano. Habitual colaborador de directores como Robert Altman, Paolo Sorrentino y Baz Luhrmann, ha sido nominado en cuatro ocasiones a los Premios Óscar.

## Filmografía
- Il coltello di ghiaccio, de Umberto Lenzi (1972)
- Gruppo di famiglia in un interno, de Luchino Visconti (1974)
- Salon Kitty, de Tinto Brass (1976)
- Quelli della calibro 38, de Massimo Dallamano (1976)
- El inocente (L'innocente), de Luchino Visconti (1976)
- Quelle strane occasioni, de Luigi Comencini, Nanni Loy e Luigi Magni (1976)
- Suspiria, de Dario Argento (1977)
- Al di là del bene e del male, de Liliana Cavani (1977)
- Mogliamante, de Marco Vicario (1977)
- Popeye - Braccio di ferro (Popeye), de Robert Altman (1980)
- Habibi, amor mio, de Luis Gomez Valdivieso (1981)
- Perché non facciamo l'amore?, de Maurizio Lucidi (1981)
- Perdóname, amor, de Luis Gomez Valdivieso (1982)
- Escarlata y negro (The Scarlet and the Black), de Jerry London (1983)
- Tutti dentro, de Alberto Sordi (1984)
- Ginger y Fred, de Federico Fellini (1986)
- Codice Magnum (Raw Deal), de John Irvin (1986)
- La sposa americana, de Giovanni Soldati (1986)
- D'Annunzio, de Sergio Nasca (1987)
- Poliziotto in affitto (Rent-a-Cop), de Jerry London (1987)
- Un amore di donna, de Nelo Risi (1988)
- La última tentación de Cristo (The Last Temptation of Christ), de Martin Scorsese (1988)
- Transformations, de Jay Kamen (1988)
- Leviathan, de George Pan Cosmatos (1989)
- A proposito di quella strana ragazza, de Marco Leto (1989)
- L'africana (Die Rückkehr), de Margarethe von Trotta (1990)
- La puta del rey (La putain du roi), de Axel Corti (1990)
- El año de las armas (Year of the Gun), de John Frankenheimer (1991)
- Máximo riesgo (Cliffhanger), de Renny Harlin (1993)
- M. Butterfly, de David Cronenberg (1993)
- L'ours en peluche, de Jacques Deray (1994)
- Solo tú (Only You), de Norman Jewison (1994)
- Dolores Claiborne, de Taylor Hackford (1995)
- Kansas City, de Robert Altman (1996)
- Romeo + Giulietta di William Shakespeare (William Shakespeare's Romeo + Juliet), de Baz Luhrmann (1996)
- El abogado del diablo (The Devil's Advocate), de Taylor Hackford (1997)
- Il profumo di un giorno d'estate (Shadrach), de Susanna Styron (1998)
- La leyenda del pianista en el océano (La leggenda del pianista sull'oceano), de Giuseppe Tornatore (1998)
- Cookie's Fortune, de Robert Altman (1999)
- Liberate i pesci!, de Cristina Comencini (2000)
- Moulin Rouge!, de Baz Luhrmann (2001)
- L'accertamento, de Lucio Lunerti (2001)
- La zona gris (The Grey Zone), de Tim Blake Nelson (2001)
- Callas Forever, de Franco Zeffirelli (2002)
- Gangs of New York, de Martin Scorsese (2002)
- Soñadores (The Dreamers), de Bernardo Bertolucci (2003)
- Troya, de Wolfgang Petersen (2004)
- Le crociate - Kingdom of Heaven (Kingdom of Heaven), de Ridley Scott (2004)
- Capote, de Bennett Miller (2005)
- Fundido a negro (Fade to Black), de Oliver Parker (2006)
- Tre donne morali, de Marcello Garofalo (2006)
- Apocalypto, de Mel Gibson (2006)
- Go Go Tales, de Abel Ferrara (2007)
- Grande, grosso e... Verdone, de Carlo Verdone (2008)
- Il divo, de Paolo Sorrentino (2008)
- Io, Don Giovanni, de Carlos Saura (2009)
- Veda, de Zülfü Livaneli (2010)
- Noi credevamo, de Mario Martone (2010)
- Conan el Bárbaro (Conan the Barbarian), de Marcus Nispel (2011)
- La meditazione di Hayez, de Mario Martone - cortometraggio (2011)
- Tú y yo (Io e te), de Bernardo Bertolucci (2012)
- La gran belleza (La grande bellezza), de Paolo Sorrentino (2013)
- Hercules: il guerriero (Hercules), de Brett Ratner (2014)
- Il giovane favoloso, de Mario Martone (2014)
- La juventud (Youth), de Paolo Sorrentino (2015)
- Zoolander 2, de Ben Stiller (2016)
- Queen Kong, de Monica Stambrini - cortometraje (2016)
- Killer in Red, de Paolo Sorrentino - cortometraje (2017)
- Il signor Rotpeter, de Antonietta De Lillo - cortometraje (2017)
- Silvio (y los otros) (Loro), de Paolo Sorrentino (2018)
- La sombra del pasado (Werk ohne Autor), de Florian Henckel von Donnersmarck (2018)
- Criminales en el mar (Murder Mystery), de Kyle Newacheck (2019)
- Nuestros mejores años (Gli anni più belli), de Gabriele Muccino (2020)
- The Book of Vision, de Carlo Hintermann (2020)
- Volevo nascondermi, de Giorgio Diritti (2020)
- L'ultimo Paradiso, de Rocco Ricciardulli (2021)
- Elvis, de Baz Luhrmann (2022)
- Ferrari, de Michael Mann (2023)

## Premios y distinciones
Premios Óscar
| Año  | Categoría        | Película      | Resultado |
| ---- | ---------------- | ------------- | --------- |
| 2002 | Mejor maquillaje | Moulin Rouge! | Nominado  |
| 2007 | Mejor maquillaje | Apocalypto    | Nominado  |
| 2010 | Mejor maquillaje | Il divo       | Nominado  |
| 2023 | Mejor maquillaje | Elvis         | Nominado  |